# Ciencia y tecnología en Andalucía

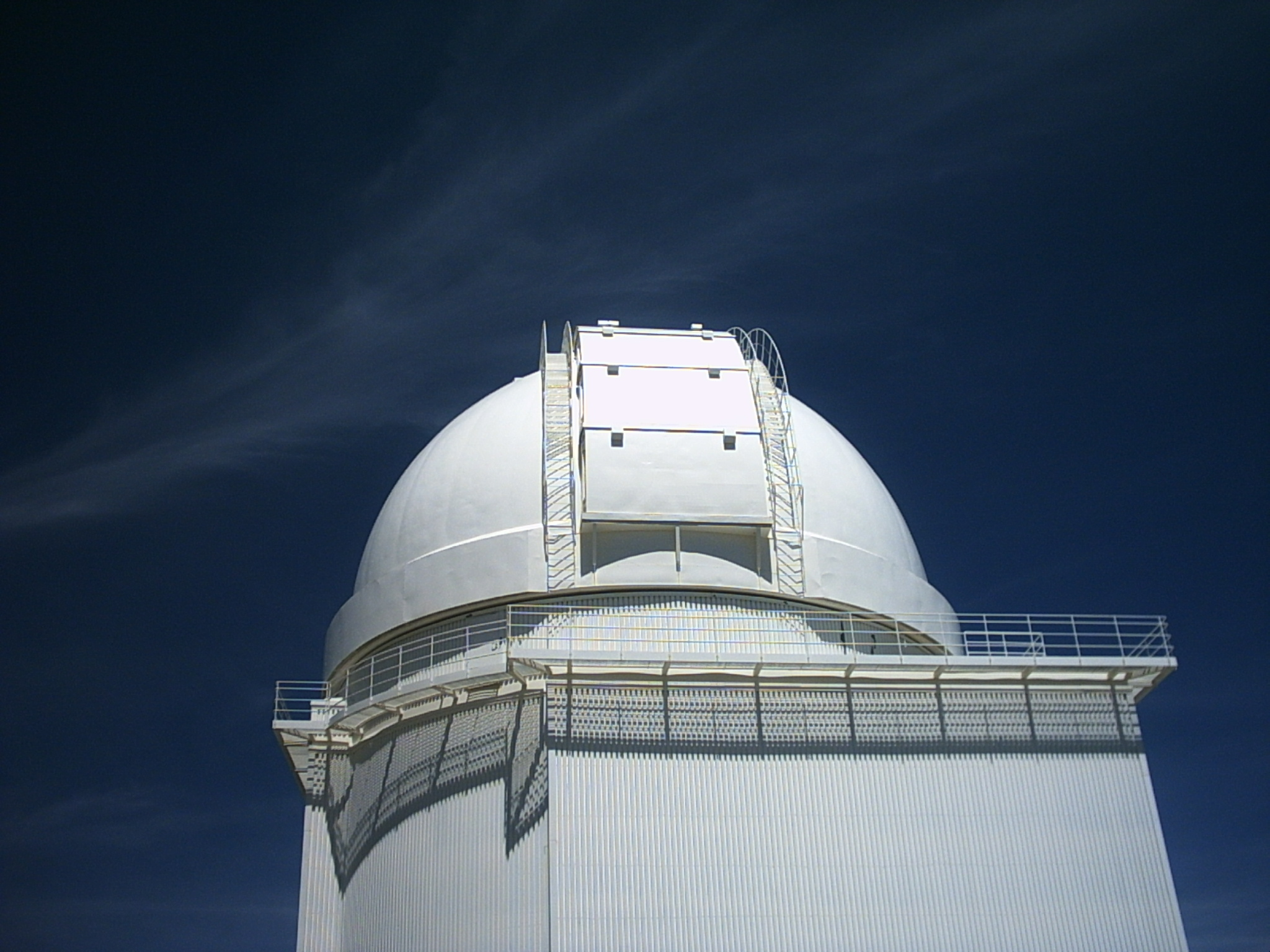
Observatorio de Calar Alto, en la Sierra de los Filabres.

La Ciencia y la tecnología en Andalucía aportan el 14% de la producción científica española, precedida tan solo por Madrid y Cataluña, si bien la inversión interna en I+D+I, como proporción del producto interior bruto, es inferior a la media española. La escasa capacidad de investigación e innovación en la empresa y la baja participación del sector privado en el gasto en investigación tiene como resultado una concentración ostensible de la investigación en el sector público.

## Organismos públicos de investigación
La Consejería de Innovación, Ciencia y Empresa es el organismo autonómico que abarca las competencias de la universidad, la investigación, el desarrollo tecnológico, la industria y la energía. Esta consejería coordina y fomenta la investigación científica y técnica a través de centros e iniciativas especializadas como el Centro Andaluz de Ciencia y Tecnología Marina o la Corporación Tecnológica de Andalucía entre otros.

## Sector empresarial
En el ámbito de la empresa privada, aunque también promovidos por la administración pública, han tenido una importancia fundamental los espacios tecnológicos repartidos por toda la comunidad, entre los que destacan el Parque Tecnológico de Andalucía y Cartuja 93. Algunos de estos parques se especializan en un sector determinado como Aerópolis en el sector aeroespacial o Geolit en el agroalimentario.